# Lotus Omega
Lotus Omega (také známý jako Lotus Carlton, Vauxhall Lotus Carlton a Opel Lotus Omega) je vysoce výkonná verze sedanu Opel Omega A/Vauxhall Carlton, kterou upravila automobilka Lotus pro značky Opel a Vauxhall koncernu General Motors. Stejně jako všechny vozy Lotus byl označen typovým číslem – v tomto případě Type 104 - a vyráběl se od roku 1990 do roku 1992. Celkem bylo vyrobeno 950 kusů.

## Technické specifikace
Navýšování výkonu začalo vylepšením motoru, který Lotus upravil ze standardního řadového šestiválce Opel o objemu 3,0l, který používala sportovní výbava Omega GSi. Motor byl zvětšen na objem 3 615 cm³ (3,6l). Lotus poté přidal dvě turbodmychadla Garrett T25, která poskytují až 0,7 baru (10 psi) tlaku od přibližně 1 500 ot./min. Bylo vylepšeno také zapalování a pohon rozdělovače. Přidán byl mezichladič značky Behr, který je schopen snížit teplotu nasávaného vzduchu ze 120°C na 60°C.

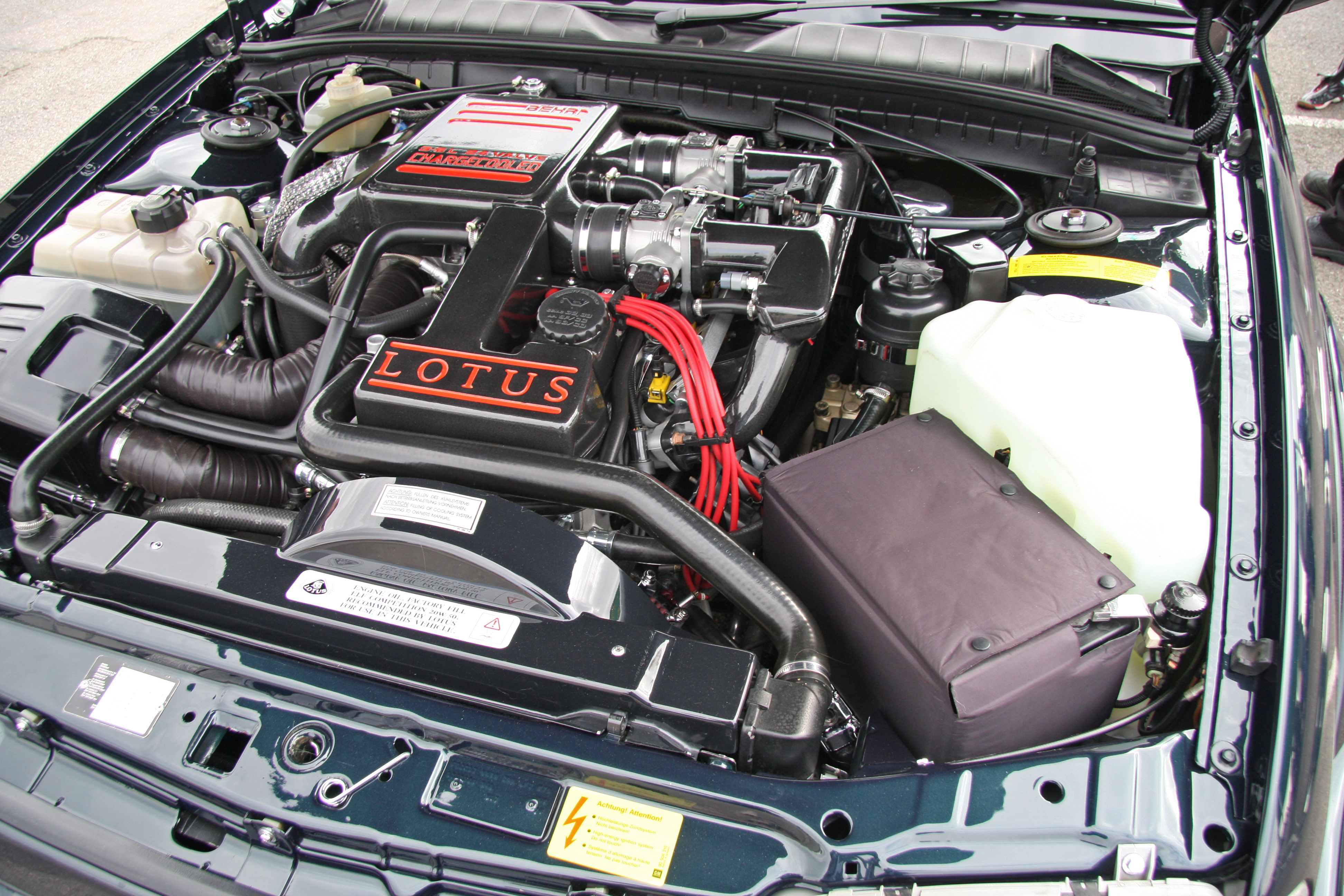
Motor

Kromě zmíněných úprav motoru provedl Lotus řadu dalších technických změn, aby motor spolehlivě fungoval a využíval přidaný výkon. Aby se vyrovnal s vyššími tlaky ve válcích, byla zesílena a zpevněna vnější žebrování na bloku motoru. Kliková hřídel byla také nahrazena vlastní; první kusy měly klikovou hřídel obráběno z ocelových bloků v Itálii, ale později je vyráběl sám Opel. Upravena byla i spalovací komora a motor byl osazen kovanými písty vyrobenými společností Mahle. Šestistupňová manuální převodovka ZF byla převzata z vozu Chevroletu Corvette ZR-1 a samosvorný diferenciál z vozu Holden Commodore V8.
Víceprvková náprava modelu Omega, již tak chválená automobilovým tiskem, byla dále upravena Lotusem pro lepší stabilitu při vysokých rychlostech a lepší jízdní vlastnosti. Aby se vyrovnaly problémy s významnou změnou odklonu (viditelnou při vysoké rychlosti a plně naloženém voze), bylo použito samonivelační zavěšení z vozu Opel Senator. Z modelu Senator byl dále převzat posilovač řízení Servotronic, který poskytuje plnou asistenci při parkovacích rychlostech a s rostoucí rychlostí se asistence snižuje.

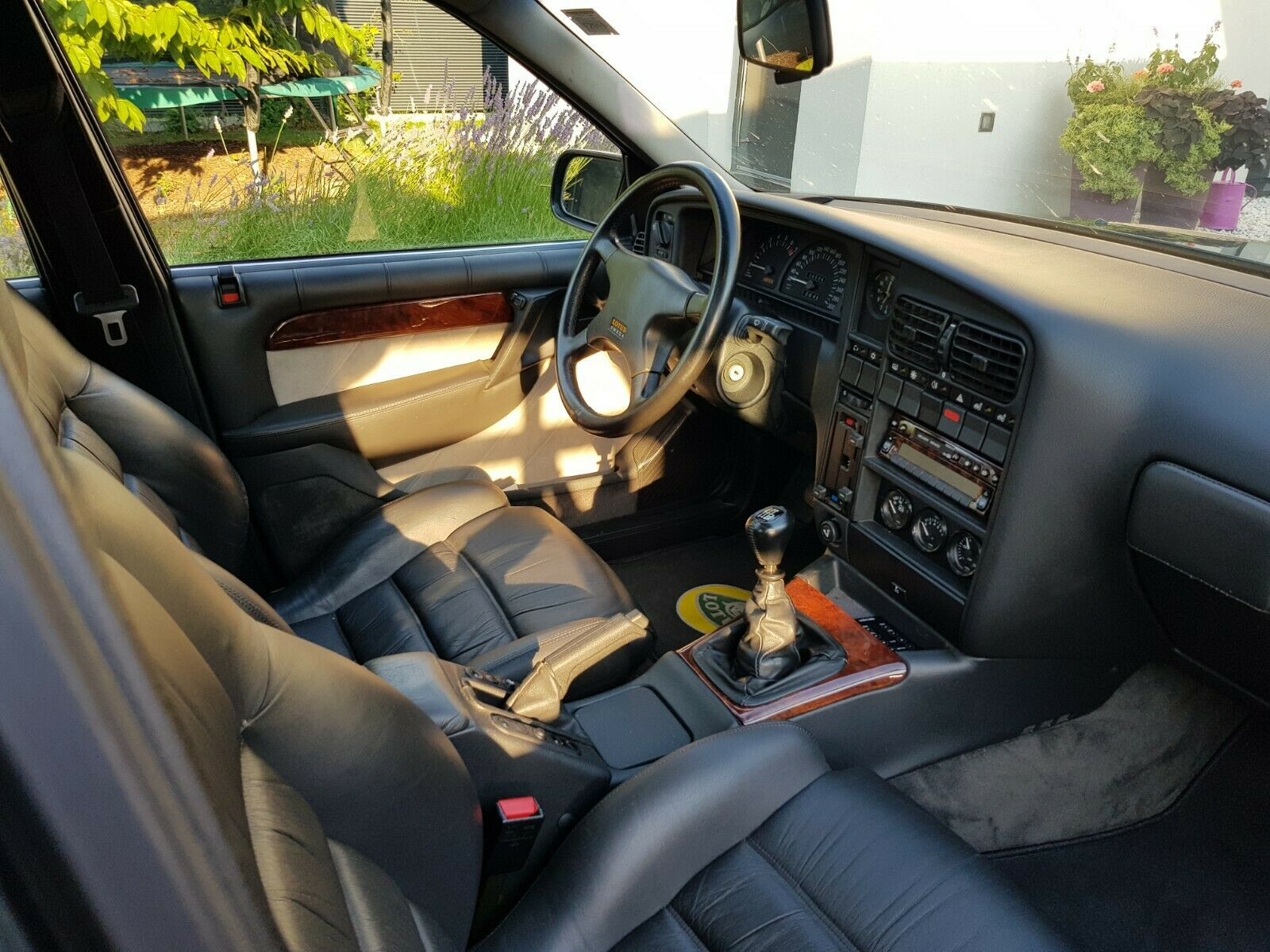
Interiér

17palcová kola byla vyrobena společností Ronal a vůz měl širší pneumatiky Goodyear Eagle než standardní Omega. Směs pro výrobu pneumatik byla použita stejná jako pro vůz Lotus Esprit Turbo SE, zlepšující stabilitu při vysokých rychlostech a poskytující lepší jízdní vlastnosti na mokré silnici.
Mezi změny na exteriéru patřilo přidání zadního spoileru, nasávání na kapotě, odznaků Lotus na předních blatnících a víku kufru, bodykitu a značně širších blatníků, jelikož měl vůz větší kola. Lotus Omega byl prodáván na všech trzích pouze v jedné barvě, v odstínu tmavě zelené Imperial Green.
Vůz ve výsledku poskytoval výkon 281 kW (377 koní) při 5 200 ot./min a točivý moment 568 N⋅m při 4 200 ot./min, z čehož 470 N⋅m bylo k dispozici od 2 000 ot./min. Auto dokázalo zrychlit z 0 na 100 km/h za 5,2 sekundy a dosahovalo maximální rychlosti 283 km/h. Díky vysokému převodovému poměru je Lotus Omega schopný dosáhnout rychlosti téměř 90 km/h na první rychlostní stupeň. Vůz držel mnoho let titul nejrychlejšího sériově vyráběného čtyřdveřového sedanu.

## Ohlas

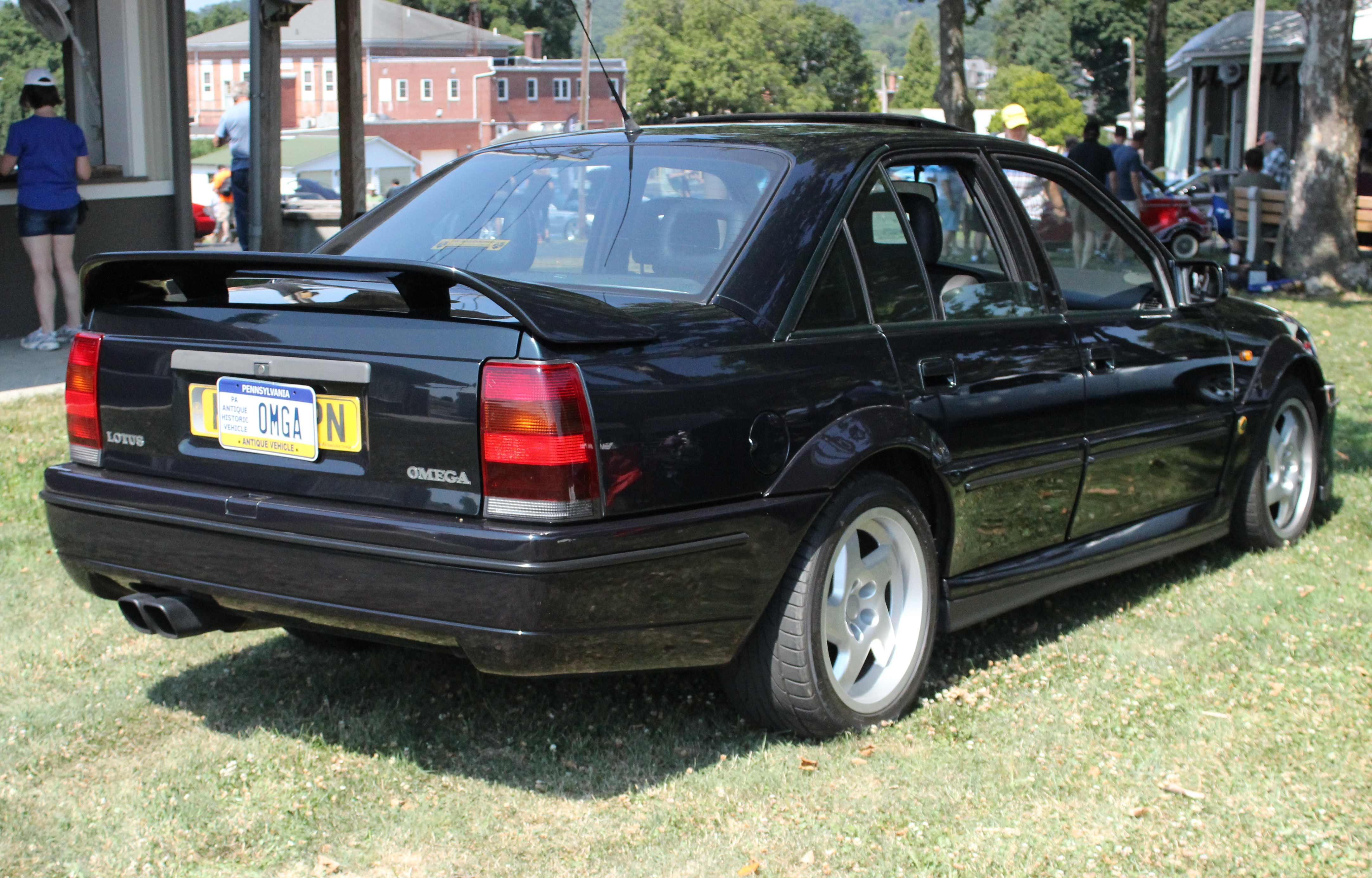
Lotus Omega

Protože Lotus Omega výkonem a jízdními schopnostmi vyrovnával či i překonával mnoho tehdejších sportovních vozů od značek jako Ferrari a Porsche, zatímco pohodlně přepravoval čtyři cestující, vyvolal mezi automobilovým i především britským obecným publikem nadšení, ale i určitou kontroverzi. Bob Murray, tehdejší šéfredaktor jednoho z největších britských automobilových časopisu Autocar, vůz zkritizoval především kvůli jeho neomezené maximální rychlosti, kterou považoval za zbytečně vysokou pro čtyřmístný vůz, a navrhl, aby Vauxhall následoval příklad německých výrobců (kteří elektronicky omezovali maximální rychlost svých vysokovýkonných vozů na 250 km/h). Opel maximální rychlost vozu po celou dobu výroby neomezil.
Lotus Carlton, jak se zde vůz jmenoval, byl častým cílem zlodějů ve Velké Británii. Jeden z vozů odcizených v roce 1993 následně skupina zlodějů používala k nočním loupežím, během kterých nakradli zboží v hodnotě kolem 20 000 liber, především v cigaretách a alkoholu. Tehdejší policejní vozy nebyly schopny ukradený Lotus Carlton bezpečně pronásledovat, jelikož mu rychlostně jednoduše nestačily. Po více než desítce loupežích byl vůz shozen do říčního kanálu, vyloven policií a sešrotován.
Proti autu se silně vymezoval bulvární deník Daily Mail a společně s asociací policejních důstojník zahájily kampaň s cílem zakázat Lotus Carlton na britských silnicích. O voze, jeho údajné nebezpečnosti a údajné nevhodné reklamě bylo diskutováno i v britském parlamentu. Přestože kampaň získala podporu i ze strany veřejnosti, nakonec se zákaz Lotusu Carlton neprosadil.

## Prodej
Výroba modelu Lotus Omega začala v roce 1990, čtyři roky po uvedení původní Omegy na trh. Opel doufal, že vyrobí celkem 1 100 vozů, ale vzhledem k recesi počátku 90. let se vůz za cenu 48 000 liber neprodával tak dobře, jak se očekávalo, a výroba byla v prosinci 1992 ukončena. Bylo dokončeno pouze 950 vozů: 630 Omeg a 320 Carltonů, což je o 150 méně, než byl původní cíl. V současné době jde ale díky malému vyrobenému počtu o vzácný sběratelský kousek a tomu odpovídá i cena za zachovalé kusy s málo najetými kilometry.